# Antarchaea apicata
Antarchaea apicata är en fjärilsart som beskrevs av Barnes och Mcdunnough 1916. Antarchaea apicata ingår i släktet Antarchaea och familjen nattflyn. Inga underarter finns listade i Catalogue of Life.